# Crawley Town FC
Crawley Town FC är en engelsk professionell fotbollsklubb i Crawley, grundad 1896. Hemmamatcherna spelas på Broadfield Stadium. Smeknamnet är The Red Devils. Klubben spelar i League Two.

## Historia
Klubben grundades 1896 under namnet Crawley FC och var med och grundade West Sussex Football League samma år. Efter fem år gick klubben över till Mid Sussex Football League, som man vann andra säsongen 1902/03. Klubben lades ned 1935 men återuppstod tre år senare och gick då med i Brighton, Hove & District Football League. 1951 gick Crawley med i Sussex County Football League och fem år senare i Metropolitan League.
Klubben bytte namn till Crawley Town FC 1958 och blev halvprofessionell fyra år senare. Året därefter gick klubben med i Southern Football League, i Division One. 1969 gick man upp till Premier Division, men åkte ur efter bara en säsong. Nästa uppflyttning kom 1984 och under de följande 20 säsongerna spelade man kvar i Premier Division innan man 2004 vann divisionen och tog steget upp till Conference National (nivå 5 i Englands ligasystem för fotboll). Samma säsong vann man även Southern Football League Cup för andra året i rad.
Nästa uppflyttning för Crawley Town kom 2011 när man vann Conference Premier, som Conference National bytt namn till, och för första gången gick upp till The Football League, närmare bestämt League Two (nivå 4). I FA-cupen samma säsong spelade klubben fantastiskt och slog ut bland andra League Two-klubben Torquay United och The Championship-klubben Derby County. I femte omgången ställdes Crawley mot Manchester United och många trodde att det skulle bli en enkel match för United, men United vann bara med 1–0. Crawley var nära att kvittera, men en nick i 93:e minuten gick i ribban.
Första säsongen i League Two kom man trea och gick upp igen, nu till League One (nivå 3). Första säsongen i League One, 2012/13, blev klubben tia, men sedan gick det sämre och tredje säsongen åkte man ur.

## Meriter

### Liga
- League One eller motsvarande (nivå 3): Tia 2012/13 (högsta ligaplacering)
- National League eller motsvarande (nivå 5): Mästare 2010/11
- Southern Football League Premier Division: Mästare 2003/04
- Mid Sussex Football League: Mästare 1902/03

### Cup
- Southern Football League Cup: Mästare 2002/03, 2003/04

## Spelare

### Spelartrupp
| 1  | England | Glenn Morris     | 20 december 1983 | Gillingham (-16)       |
| 34 | Jamaica | Corey Addai      | 10 oktober 1997  | Esbjerg (-22)          |
| 37 | England | Ellery Balcombe  | 15 oktober 1999  | Brentford (-22)        |
| 40 | England | Roshan Greensall | 9 augusti 2003   | Maldon & Tiptree (-22) |
| 41 | Wales   | David Robson     | 22 januari 2002  | Hull City (-22)        |

| 3  | England    | Dion Conroy         | 11 december 1995  | Swindon Town (-22)       |
| 5  | England    | Tony Craig          | 20 april 1985     | Bristol Rovers (-20)     |
| 6  | Wales      | Joel Lynch          | 3 oktober 1987    | Sunderland (-21)         |
| 11 | England    | Brandon Mason       | 30 september 1997 | Milton Keynes Dons (-22) |
| 12 | England    | Harry Ransom        | 1 oktober 1999    | Millwall (-21)           |
| 15 | Guadeloupe | Ludwig Francillette | 1 maj 1999        | Newcastle United (-21)   |
| 16 | England    | Tobi Omole          | 17 december 1999  | Tottenham Hotspur (-22)  |
| 17 | England    | Manny Adebowale     | 14 september 1997 | Eastbourne Borough (-20) |
| 22 | England    | Ben Wells           | 29 februari 2000  | Welling United (-22)     |
| 23 | England    | Travis Johnson      | 28 augusti 2000   | Crewe Alexandra (-22)    |
| 25 | Cypern     | Nick Tsaroulla      | 29 mars 1999      | Brentford (-20)          |
| 35 | Skottland  | Owen Gallacher      | 6 april 1999      | Burton Albion (-21)      |
| 44 | Irland     | Mazeed Ogungbo      | 20 oktober 2002   | Arsenal (-22)            |

| 4  | England | George Francomb    | 8 september 1991  | Wimbledon (-18)              |
| 7  | England | James Tilley       | 13 juni 1998      | Grimsby Town (-21)           |
| 8  | England | Jack Powell        | 29 januari 1994   | Maidstone United (-19)       |
| 18 | England | Jayden Davis       | 19 november 2001  | Millwall (-22)               |
| 20 | England | James Balagizi     | 20 september 2003 | Liverpool (-22)              |
| 26 | England | Szymon Kowalczyk   | 20 augusti 2003   | Crawley Town FC              |
| 27 | England | Rafiq Khaleel      | 24 februari 2003  | Cheshunt (-20)               |
| 28 | England | Teddy Jenks        | 12 mars 2002      | Brighton & Hove Albion (-22) |
| 30 | England | Kaan Kevser-Junior | 13 september 2004 | Crawley Town FC              |
| 31 | England | Ronan Silva        | 18 april 2000     | Biggleswade Town (-22)       |
| 32 | England | Florian Kastrati   | 7 juli 2002       | Crawley Town FC              |
| 36 | Irak    | Zaid Al Hussaini   | 7 juni 2000       | Staines Town (-20)           |
| 38 | England | Tom Fellows        | 25 juli 2003      | West Bromwich Albion (-22)   |
| 39 | England | Jake Hessenthaler  | 20 april 1994     | Grimsby Town (-20)           |

| 10 | England | Ashley Nadesan    | 9 september 1995  | Fleetwood Town (-19)  |
| 14 | England | Moe Shubbar       | 6 augusti 2003    | Edgware Town (-22)    |
| 19 | England | Dom Telford       | 5 december 1996   | Newport County (-22)  |
| 24 | England | Aramide Oteh      | 10 september 1998 | Salford City (-22)    |
| 42 | England | David Bremang     | 21 april 2000     | Barnsley (-22)        |
| 50 | England | Caleb Chukwuemeka | 25 januari 2002   | Aston Villa (-22)     |
| -  | Schweiz | Davide Rodari     | 23 juni 1999      | Hastings United (-21) |

Not: Spelare i kursiv stil är inlånade.

### Utlånade spelare
| Nr | Land  | Pos | Namn                                                |
| -- | ----- | --- | --------------------------------------------------- |
| 21 | Ghana | A   | Kwesi Appiah (i Colchester United till 31 maj 2023) |